# Fernande Baetens
Pour les articles homonymes, voir Baetens.
Fernande Baetens est une juriste féministe catholique belge du XXe siècle.

## Biographie
Fernande Baetens est née le 11 juillet 1901 à Anvers et est décédée en 1977.
Sa famille étant proche de la famille Popelin, Fernande Baetens entend ainsi toute son enfance l’histoire de Marie Popelin, docteure en droit, qui ne put passer le barreau car elle était une femme.
Fernande Baetens étudie au lycée Dachsbeck puis fait des études de droit à l’Université Libre de Bruxelles où elle obtient son doctorat en 1926. Elle a également un certificat d’études littéraires.
Fernande Baetens réalise son stage pour devenir avocate auprès de G. Hoslat. Jusqu’en 1938 (ou 1935 selon certaines versions), elle travaille pour la cour d’appel de Bruxelles mais reste inscrite au barreau jusqu’en 1954.
Comme de nombreuses diplômées féministes de l’ULB, elle adhère à la Fédération belge des femmes universitaires où elle rencontre, entre autres, Paule Lamy et Georgette Ciselet. De 1927 à 1928 puis de 1931 à 1934, elle occupe le poste de conseillère juridique pour cette fédération. En 1932, elle la représente au congrès international des femmes universitaires d’Édimbourg.
En 1930, elle s’inscrit au Conseil national des femmes belges (CNFB). Elle devient adjointe de la secrétaire nationale en 1933 et participe au Conseil International des femmes (CIF) à Stockholm.
En 1935, elle est nommée secrétaire nationale du CNFB puis vice présidente jusqu’en 1957. Elle eut de nombreuses responsabilités au sein du CNFB et du CIF. Elle fut notamment vice-présidente du CIF de 1947 à 1951 et fut responsable du Bulletin du CIF de 1966 à 1970 où elle publia des articles juridiques sur les droits des femmes.
De 1946 à 1957, elle est conseillère juridique des Ligues ouvrières féminines chrétiennes où elle aide les ouvrières à préparer leurs revendications et les transcrire en langage juridique. Elle est particulièrement touchée par la situation des familles modestes et milite pour l’éducation des mères sur les plans social, civique et personnel. Fernande Baetens enseigne également à l’Ecole catholique de service social.
À partir de 1972, elle se retire de ses activités pour des raisons de santé.